# 大埔槭
大埔槭（学名：Acer taipuense）为槭树科槭属下的一个种。

## 扩展阅读
- 維基物種上的相關：大埔槭